# Винрих фон Книпроде
Ви́нрих фон Книпро́де (нем. Winrich von Kniprode; ок. 1310, недалеко от Монхайма-на-Рейне — 24 июня 1382, ок. Мариенбурга) — 22-й великий магистр Тевтонского ордена с 1351 по 1382 год. На правление Винриха фон Книпроде, продолжавшееся наиболее долгое время в истории Ордена, пришёлся расцвет Тевтонского ордена и европейского рыцарства как такового. Является одним из наиболее известных великих магистров за всё время существования Ордена.

## Биография
Винрих фон Книпроде родился около 1310 года в окрестностях Монхайма-на-Рейне. Происходил из ныне угасшего дворянского рода. Дата вступления в Орден неизвестна, впервые упоминается в 1334 году как компан (помощник) прокурора (судьи) Пройссиш-Холланда. В 1338 году занял должность комтура Данцига. В 1342 году стал комтуром замка Бальги и фогтом Натангии. C 1344 года — маршал Тевтонского ордена, а с 1346 — великий комтур.
2 февраля 1348 года крестоносцы под руководством Винриха фон Книпроде одержали знаменательную победу над армией Великого княжества Литовского в битве на Стреве.
В 1350 году распорядился построить замок Георгенбург (пос. Маёвка Черняховский район Калининградская обл.).
16 сентября 1351 года генеральный капитул Орден избрал Винриха фон Книпроде великим магистром (литовский историк Э. Гудавичус придерживается иной версии, по которой это произошло в 1352 году). Начало правления было неудачным: провалом закончился военный поход в Жемайтию, в результате чего Орден был вынужден пойти на переговоры с Великим княжеством Литовским. В 1358 году великому магистру удалось заключить кратковременный союз типа с Великим княжеством Литовским, направленный против Польши. Однако спустя два года союз распался: Ольгерд отдал предпочтение Польше, отдав свою дочь Кенну замуж за внука Казимира III померанского князя Казимира IV.
В 1361 году в плен к крестоносцам попал соправитель и брат Ольгерда князь Кейстут, в ноябре того же года он сбежал из плена, где его в качестве заложника держали в специальной камере в Верхнем замке в Мариенбурге.
В 1362 году Винрих фон Книпроде начал новую войну с Княжеством, в которой приняли участие силы Тевтонского и Ливонского орденов. Войско крестоносцев достигло среднего течения Немана. С середины марта по 16 апреля они осаждали Ковно, в итоге взяли и разрушили город-крепость, но не решились там закрепиться и вернулись в свои земли.
Во время других походов крестоносцев войска подходили к Гродно, Трокам и Вильне.
Одновременно с войной в Литве Винрих развязал конфликт с Датским королевством. В 1367 году он организовал съезд ганзейских городов в Эльбинге и Кёльне, на котором была создана сильная коалиция против датского короля Вальдемара IV. В 1370 году великому магистру удалось одержать победу над Великим княжеством в битве при Рудау. В том же году Винрих фон Книпроде содействовал Ганзе при заключении Штральзундского мира с Данией, ознаменовавшего пик могущества Ганзы.
Большое внимание уделял колонизации малозаселённых районов Пруссии. Также Винрих фон Книпроде занимался поощрением развития сельского хозяйства, ремесла и торговли. Был активным сторонником ротации руководящих кадров Ордена, уделял внимание строгой отчётности в финансовой сфере, выступал за развитие светскости. Для борьбы с коррупцией в комтурствах были произведены неожиданные обыски. Великий магистр принимал меры для укрепления дисциплины в Ордене, ввёл более строгую одежду; поощрял развитие образования: в городах открывались начальные школы, а в Мариенбурге было создано высшее учебное заведение для членов Ордена. Время от времени проводились военные учения.
Скончался 24 июня 1382 года около своей резиденции — замка Мариенбург. Похоронен в усыпальнице великих магистров Тевтонского ордена под часовней святой Анны в Мариенбурге.

## Память

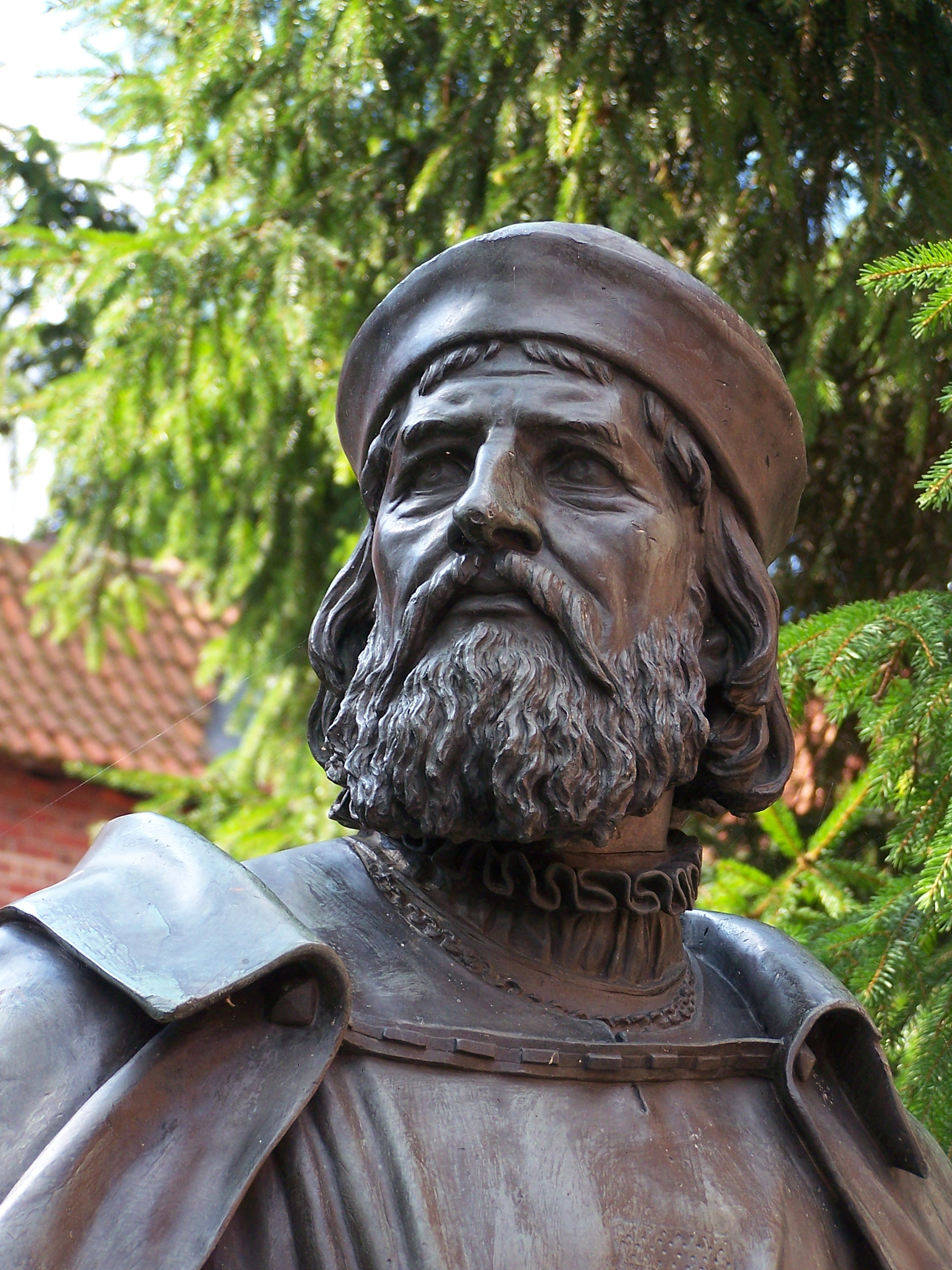
Памятник Винриху фон Книпроде в Мариенбурге
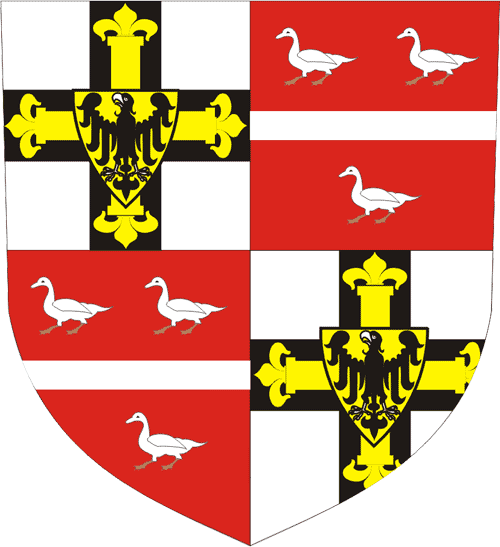
Герб великого магистра Винриха фон Книпроде
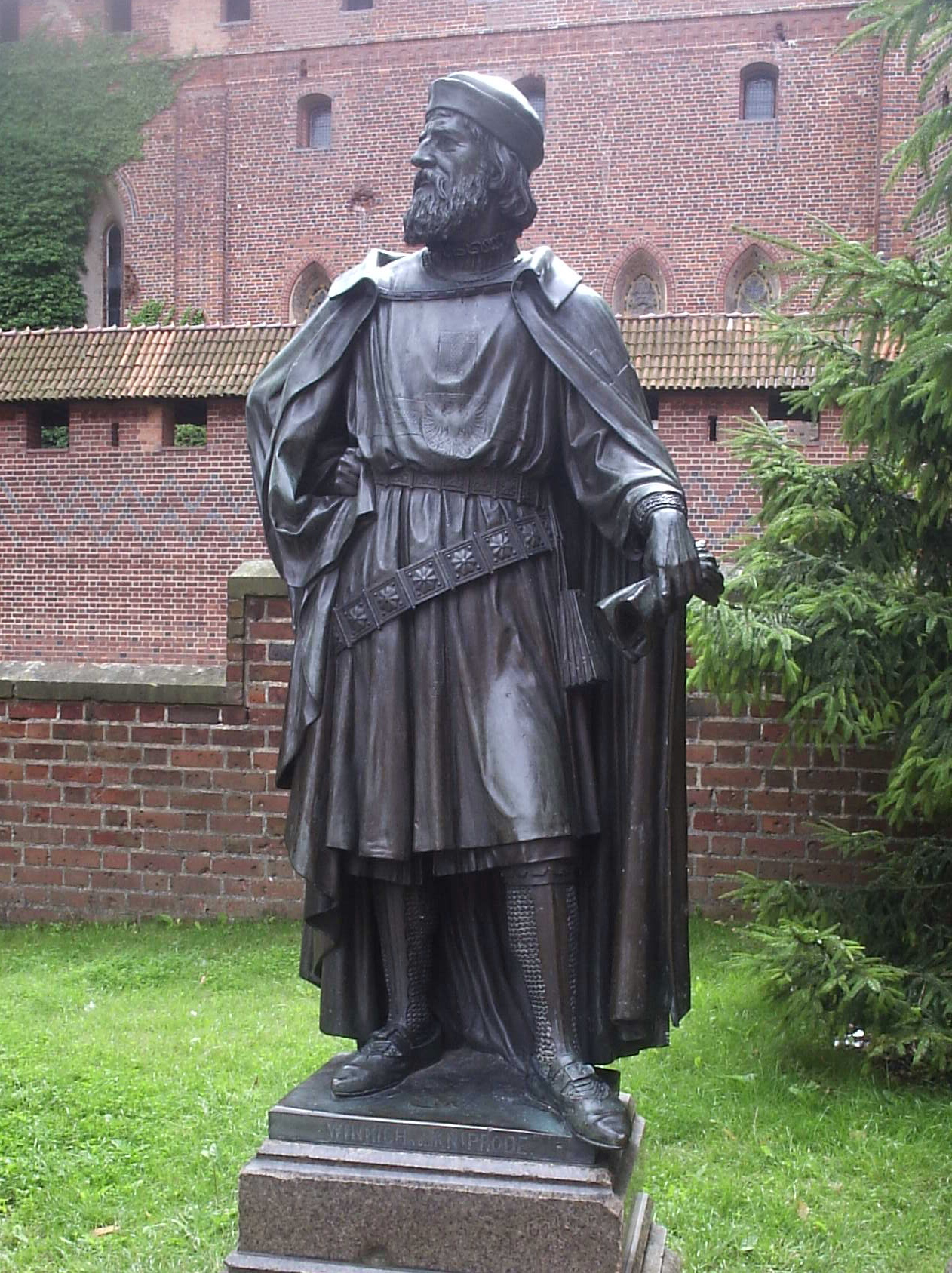
Памятник Винриху фон Книпроде в Мариенбурге
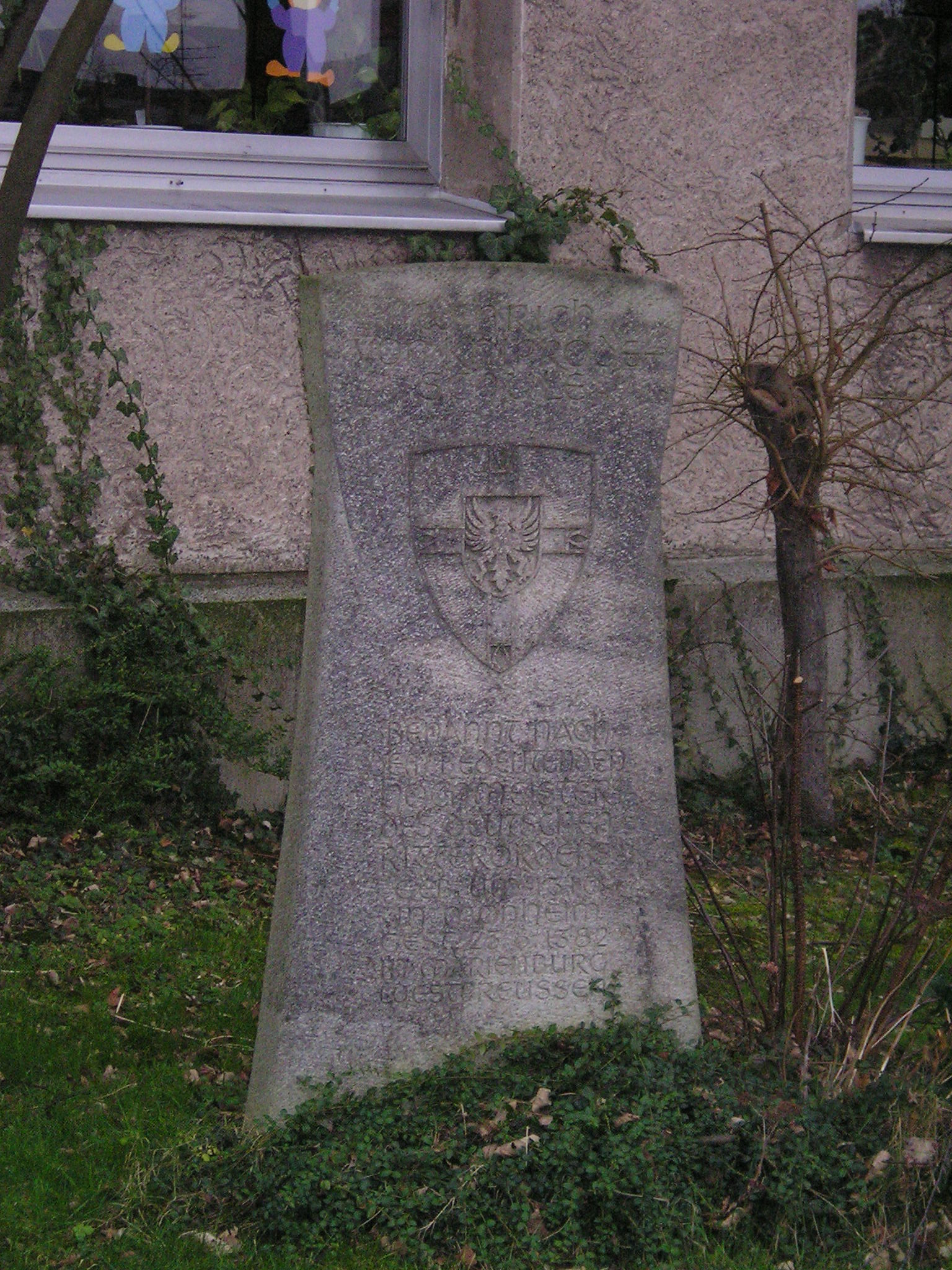
Кенотаф Винриху фон Книпроде в Монхайм-на-Рейне

Винрих фон Книпроде, наряду с Германом фон Зальца, является одним из наиболее известных великих магистров Тевтонского ордена. Некоторые объекты носят его имя, например, улицы в Вильгельмсхафене и Берлине. Также в его честь названа начальная католическая школа в Монхайме-на-Рейне. Около Мариенбургского замка Винриху фон Книпроде установлен памятник.